# Teodorówka (Subcarpacia)
Teodorówka [pronunciación en polaco: /tɛɔdɔˈrufka/] es un pueblo en el distrito administrativo de Gmina Dukla, dentro del Distrito de Krosno, Voivodato de Subcarpacia, en el sudeste de Polonia, cercano a la frontera con Eslovaquia. Se encuentra aproximadamente 3 kilómetros al sudoeste de Dukla, 17 kilómetros al sudoeste de Krosno, y 60 kilómetros al sudoeste de la capital regional, Rzeszów.
El pueblo tiene una población de 1,100 habitantes.